# Axel Kei
Havelange Beni De Dieu Kei Wonflonhi Jean-Desire (Abiyán, Costa de Marfil, 30 de diciembre de 2007), conocido deportivamente como Axel Kei, es un futbolista estadounidense que juega como delantero en los Real Salt Lake de la Major League Soccer de los Estados Unidos.

## Trayectoria

### Real Monarchs: inicios profesionales
Se unió al Real Salt Lake desde 2020, Kei ganó la Bota de Oro de la MLS Next Cup sub-15 el 13 de julio de 2021, en su campaña ganadora en la MLS Next Cup. El 8 de octubre de 2021, debutó con los Real Monarchs en un empate 0-0 por el USL Championship contra los Colorado Springs Switchbacks, entrando en el 61'. La aparición de Kei a la edad de 13 años, 9 meses y 9 días lo convirtió en el atleta profesional más joven en la historia del deporte de un equipo estadounidense.

### Real Salt Lake: histórico contrato en la MLS
Kei firmó un contrato de Major League Soccer con el Real Salt Lake el 14 de enero de 2022 a los 14 años y 15 días, Kei se convirtió en el fichaje más joven en la historia de la MLS, rompiendo el récord que Freddy Adu había tenido durante dieciocho años. Aunque con la firma de Máximo Carrizo por el New York City Football Club el día 28 de febrero pasó a ser el segundo más joven, pues, el neoyorquino firmó con 14 años. Kei hizo su debut con el club el 22 de septiembre de 2022 durante un amistoso contra el Atlas Fútbol Club, equipo mexicano. Entró al partido en el descanso como suplente.

## Selección nacional
Nacido en Costa de Marfil, se crio en Brasil, Kei se mudó a San Diego en 2017. Fue llamado a un campo de entrenamiento juvenil de Estados Unidos en febrero de 2019.